# Britta Lindefelt
Britta Lindefelt, född 22 september 1919 i Halmstad, död 20 mars 2004 i Strängnäs, var en svensk skulptör.
Hon studerade vid Konstfackskolan och vid Signe Barths målarskola i Stockholm 1946–1951. Separat ställde hon bland annat ut i Stockholm, Falkenberg, Kalmar, Gävle, Eskilstuna, Örebro och Sundsvall. Hon medverkade i ett 20-tal samlingsutställningar i Tyskland och Nederländerna samt i ett stort antal svenska grupp och samlingsutställningar. Hennes konst består av skulpturer av stålplåt där hon med hjälp av svets och slipmaskin formade och dekorerade stålplåten. Lindefelt är representerad i flera svenska kommuner och landsting. 